# سباق باريس روبيه 1956

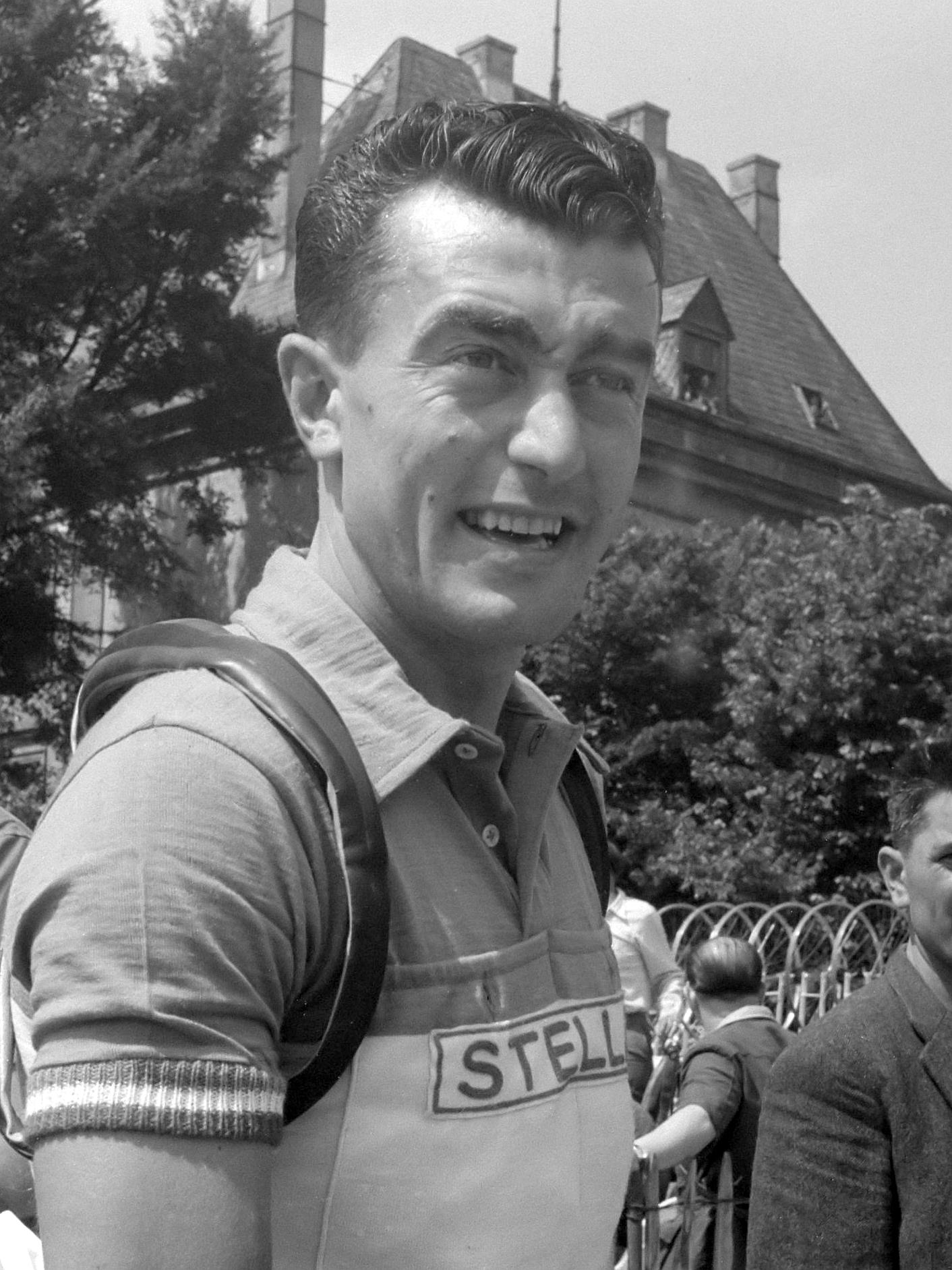

سباق باريس روبيه 1956 (بالإنجليزية: 1956 Paris–Roubaix)‏ هو سباق دراجات هوائية، وهو الموسم رقم 54 من السباق، وأقيم في 8 أبريل 1956، وامتدّ لمسافة 252 كيلومتر، وهو أحد سباقات 1956 Challenge Desgrange-Colombo ‏، وهو من نوع سباق يوم واحد.
فاز فيه بالمركز الأول ليسون بوبيت، وبالمركز الثاني Fred De Bruyne ‏، وبالمركز الثالث جان فوريستير.